# Tautvydas Lideikis
Tautvydas Lideikis (* 6. Oktober 1947 in Vilnius; † 15. Juli 1993 in Litauen) war ein litauischer Physiker und Politiker. Von 1992 bis 1993 war er Abgeordneter im Seimas.

## Leben
1969 absolvierte er das Diplomstudium der Physik an der Vilniaus universitetas und  1977 die Aspirantur am  A. Ioffe Physiktechnikinstitut Leningrad. Er promovierte und habilitierte. Von 1968 bis 1992 war er wissenschaftlicher Mitarbeiter und Leiter eines Labors am Institut für Halbleiterphysik an der Lietuvos mokslų akademija.